# Коллежский Асессор (группа)
«Коллежский Асессор» — киевская рок-группа, созданная в 1987 году Василием Гойденко, Александром Киевцевым и Глебом Бутузовым. Представители советского и украинского альтернативного рока конца 1980-х.

## История группы
Василий Гойденко (тексты, музыка, гитара, вокал), Глеб Бутузов (гитара) и Александр Киевцев (скрипка) встретились в Киеве в 1981 году и создали группу «КГБ», по первым буквам своих фамилий. «Трынтет» «КГБ» появляется на сценических подмостках Киева с издевательскими обработками произведений русских и советских композиторов. В концертах также был задействован А. Назаренко (ксилофон).
В 1983 году группа изменила своё название на «Прожект». Был записан альбом «Ассоциативная Акция».
Впервые под названием «Коллежский Асессор» группа выступила на фестивале «Рок-диалог» в апреле 1987 года в Киеве.
В конце 1980-х киевские группы «Коллежский Асессор», «Вопли Видоплясова» и «Раббота Хо» образовали объединение «Рок-Артель».
Осенью 1989 года состоялись гастроли «Коллежского Асессора» по Шотландии, совместно с группами «Не ждали» и «Агата Кристи».
Альбом 1988 года «Колл. Асс.» вошёл в известный топ Александра Кушнира «100 магнитоальбомов советского рока». В одноимённой книге этому альбому посвящена глава.
В 2001 году после длительного перерыва вышел новый альбом «Sex-Bomben Auf Engelland». «Мистерия звука» начала переиздание CD альбомов «Koll. Ass.», «В.С.С.Ы.К.И» и «Военную Музыку» (1988—1989).

## Альбомы
- 1987 — «Активные шаманы»
- 1987 — «Капитуляция»
- 1988 — «В. С. С. Ы. К. И.» (частично переизд. на CD в 2001 году)[5]
- 1988 — «Военная музыка» (частично переизд. на CD в 2001 году)
- 1988 — «Детский альбом»
- 1988 — «Колл. Асс.»[4] (переизд. на CD в 2001 году)
- 1989 — «Ядівод Боітся Землю»[6]
- 1992 — «Рождественская Сказка»
- 1992 — «Луций Иона»
- 1993 — «Сибирь электрическая»
- 2000 — «Танцы плача»
- 2001 — «Секс-Бомбен Ауф Энгелланд» (CD)[7]
- 2004 — «Секс-Бомбен Ауф Энгелланд» (CD)

## Цитаты
Из каких-то новых людей мне очень интересен Вася Гойденко из «Коллежского Асессора». Для меня эта группа стала единственной интересной советской группой из тех, что я слышал за последние три-четыре года.— Артемий Троицкий, 1989.

Безумец, эксцентрик, талантище, ни на кого не похож — о ком это? Мамонов? Курёхин?? Башлачёв??? Нет, но не хуже: это Василий Гойденко, лидер киевского «Коллежского Асессора».— Артемий Троицкий, 2001.